# 魏颢
魏顥（728年—？），原名魏萬，後改名魏炎、魏顥；博州聊城縣人，隱居王屋山，自號“王屋山人”，唐朝詩人。

## 生平
天宝十二載（753年）秋，乘兴寻访大诗人李白，历时五个月，计程三千里，于第二年春在广陵（扬州）得见李白；后，随李白同游金陵（南京），魏万作诗《金陵酬李翰林谪仙子》酬谢李白。分别时，李白赠长诗《送王屋山人魏万还王屋》，并将自己所有诗稿交与魏万，委托魏万编纂诗集。上元二年（761年），进士及第后的魏万改名魏颢，为李白编纂《李翰林集》，这也是李白生前唯一的诗集，可惜乱世遗失。魏万为此诗集所作《李翰林集序》成为后世研究李白的重要依据。魏万是魏徵的曾孙，其祖曾任江夏太守，其父曾任魏郡司马；魏万是盛唐诗人李頎的晚辈朋友，李頎曾作诗《送魏万之京》；王維曾作《与魏居士书》。